# Daiquirí
Daiquiri of Playa Daiquiri is een Cubaans strand, zo'n 20 km van het centrum van Santiago de Cuba.
Tijdens de Spaans-Amerikaanse Oorlog was Daiquirí de plaats waar in 1898 de Amerikaanse invasie op Cuba plaatsvond.
In het begin van de 20e eeuw is hier de Daiquiricocktail ontstaan.